# 邁阿密塔

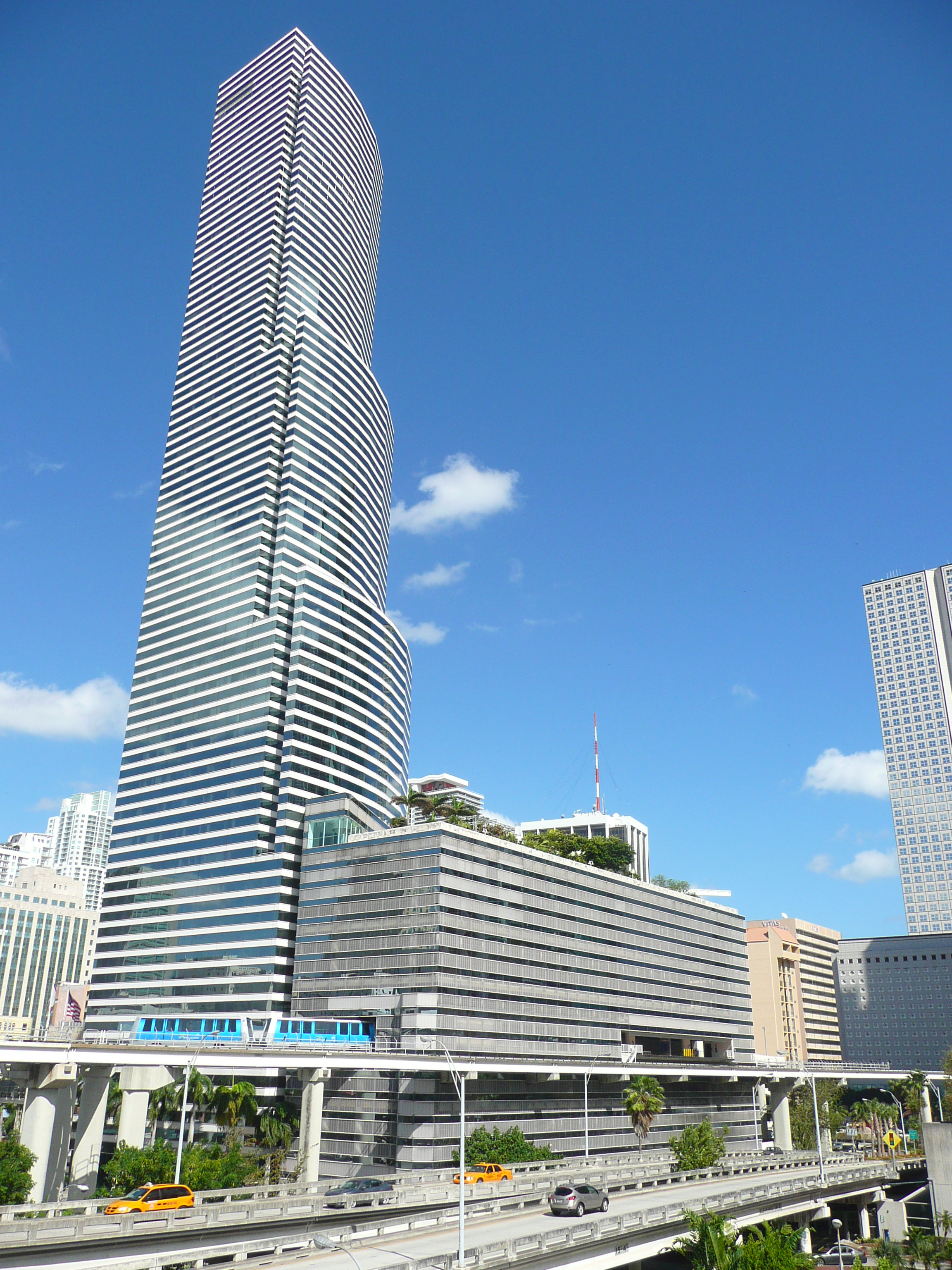

邁阿密塔（Miami Tower）是美國佛羅里達州邁阿密的一座摩天大樓，高47層，位於邁阿密市中心。現在邁阿密塔是邁阿密和佛羅里達州第八高的建築。邁阿密塔於1983年開工，在1987年竣工，2010年改為現名。

## 外部連結
- The Miami Tower website （页面存档备份，存于）
- The Miami Tower （页面存档备份，存于） on Emporis.com
- Bank of America Tower entry （页面存档备份，存于） on the Pei, Cobb, & Freed website.